# Marina Lewycka
Marina Lewycka ( /lɛˈvɪtskə/ Le-VITZ -ka; * 12. října 1946, Kiel) je britská spisovatelka ukrajinského původu.

## Raný život
Lewycka se narodila po druhé světové válce v uprchlickém táboře v německém Kielu. Když jí byl jeden rok, její rodina se přestěhovala do Anglie. Zpočátku bydlela rodina u jisté paní Dubbsové, což byla tchyně publicisty a novináře Malcolma Muggeridge. Lewycka navštěvovala Gainsborough High School for Girls v Gainsborough v Lincolnshiru, poté Witney Grammar School ve Witney v Oxfordshiru. V roce 1968 promovala na Keele University s bakalářským titulem z angličtiny a filozofie a v roce 1969 na University of York s BPhil (bakalářka filozofie) z anglické literatury. Začala, ale nedokončila, doktorát na King's College London, kde pracovala na dizertační práci o textech hudebních skupin The Levellers a The Diggers. V současnosti žije v Sheffieldu v Yorkshiru.

## Kariéra
Byla lektorkou mediálních studií na Sheffield Hallam University až do svého odchodu do důchodu v březnu 2012.

## Dílo
Lewycké debutový román Vilný stařec a hamižné ženy (v originále A History of Tractors in Ukrainian) vyhrál v roce 2005 Bollinger Everyman Wodehouse Prize za humoristickou tvorbu na literárním festivalu Hay, v roce 2005/06 cenu Waverton Good Read Award a 2005 Saga Award For Wit. Kniha se objevila v širší nominaci na Man Bookerovu cenu v roce 2005 a v užších nominacích na Orange Prize za beletrii. Román byl přeložen do 35 jazyků, česky vyšel v roce 2006. Ve Spojeném království se ho prodalo více než milion výtisků.
Román zachycuje groteskní eskapády dvou původně znesvářených sester, které spojí společná snaha dosáhnout rozvodu jejich stárnoucího otce Nikolaje s mladou, náruživou Ukrajinkou, která nečekaně a zištně vpadne do jeho života. Příběh je prokládán fiktivními překlady z ukrajinských kapitol knihy psané Nikolajem. Při řešení Nikolajových manželských pletek vypravěčka Naděžda odhaluje i tajemství z historie své rodiny a dozvídá se o zkušenostech z doby ukrajinského hladomoru a Stalinových čistek.
Lewycké druhý román Dvě karavany vyšel v březnu 2007 v nakladatelství Fig Tree (patřící pod Penguin Books) pro britský trh a dostal se do užšího výběru na Orwellovu cenu za rok 2008 v kategorii politických textů.
Lewycké třetí román We Are All Made of Glue vyšel v červenci 2009 a její čtvrtý román Various Pets Alive and Dead v březnu 2012. Její pátý román, The Lubetkin Legacy vydaný v roce 2016, byl pojmenovaný po Bertholdu Lubetkinovi, modernistickém architektovi narozeném v Gruzii, který navrhoval dostupné bydlení se sloganem: „Nic není příliš dobré pro obyčejné lidi“. The Lubetkin Legacy se dostal do užšího výběru na cenu Bollinger Woodhouse Everyman for Comic Fiction.
V roce 2009 přispěla Lewycka povídkou „The Importance of Having Warm Feet“ do projektu organizace Oxfam Ox-Tales, čtyř sbírkek britských povídek napsané 38 autory. Později téhož roku přispěla druhou povídkou „Business Philosophy“ do antologie vydané Amnesty International s názvem Freedom: Short Stories Celebrating the General Declaration of Human Rights.
V roce 2020 vydala Lewycka román The Good, the Bad and the Little Bit Stupid. Recenze knihy v The Spectator poznamenala, že její komentář k Brexitu a obchodování s orgány „se nezdá ani tak nesourodý, jako spíše zcela náhodný“.
Kromě beletrie vydala Lewycka řadu knih poskytujících praktické rady pro pečovatele o seniory, které vydala charitativní organizace Age Concern.